# Sibsagar
Sibsagar (Sivsagar, Sivasagar, assamès শিৱসাগৰ Xiwôxagôr) és una ciutat i municipi d'Assam, capital del districte de Sibsagar situada a 26° 59′ N, 94° 38′ E / 26.98°N,94.63°E a la riba dreta del Dikho. Consta la cens de 2001 amb una població de 54.482 habitants; un segle abans, el 1901, tenia 5.712 habitants.

## Història
Sibsagar, al costat de Rangpur, fou capital del regne Ahom fins al 1786 quan va passar al Jorhat. El 1836 els britànics van establir Rangpur, al costat de Sibsagar, com a capital del districte, mentre el deposat raja ahom va restar a Jorhat. El 1843 Sibsagar va ser considerada millor emplaçament però fins al 1880 no fou declarada oficialment la capital civil sota la Bengal Act V de 1876. La capital es va traslladar a Jorhat el 1911.

### Llocs interessants
Sibsagar (Llac de Sib) té un tanc d'aigua construït pel raja ahom Sib Singh al punt més alt de la ciutat el 1722, que és el que li dona nom; també hi ha diversos temples destacant el de Sivadol, el de Vishnudol i el de Devidol, construïts el 1734. Alrtres llocs són l'amfiteatre oval Rang Ghar i el palau Talatol Ghar. A la rodalia el llac artificial Joysagar, a Rangpur (capital del 1699 al 1786) avuia dia part de Sibsagar) construït pel raja Rudra Singha en honor de la seva mare Joymoti. Edifici modern són el Museu Ahom amb tota mena de records dels rages ahoms i el pont Namdang (construït fa segles però sobre el que avui dia passa una carretera). A Gargaon, a uns 13 km a l'est, hi ha el palau de Kareng Ghar, de set pisos, construït al segle XVIII. Una altra antiga capital, Charideo, construïda per Sukapha el fundador de la dinastia ahom, està situada també a la rodalia.